# Papi Sánchez

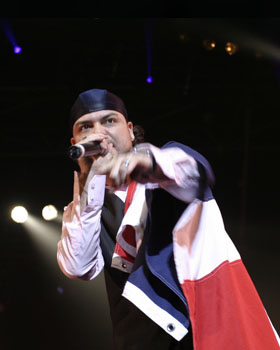
Papi Sanchez in 2013

Robert José Léon de Sánchez, beter bekend als Papi Sánchez (18 oktober 1975) is een zanger uit de Dominicaanse Republiek.

## Biografie
Hij groeide op met muziek. Op zijn veertiende ontdekte hij hiphop en op zijn achttiende trad hij op bij de lokale radio. Anno 2005 is hij zelf eigenaar van een radiostation (KQ94).
Nadat hij eerst met diverse rappers heeft samengewerkt, ging hij later zelf onder de naam Papi Sanchez aan de slag. In januari 2003 bracht hij het album Yeah baby uit, waarvoor hij genomineerd werd als "De ontdekking van het jaar". In de Verenigde Staten werden ruim 200.000 exemplaren van het album verkocht.

## Discografie

### Albums
| Album met eventuele hitnotering(en) in de Nederlandse Album Top 100 | Datum van verschijnen | Datum van binnenkomst | Hoogste positie | Aantal weken | Opmerkingen |
| ------------------------------------------------------------------- | --------------------- | --------------------- | --------------- | ------------ | ----------- |
| Yeah baby                                                           | 2003                  |                       |                 |              |             |

### Singles
| Single met eventuele hitnotering(en) in de Nederlandse Top 40 | Datum van verschijnen | Datum van binnenkomst | Hoogste positie | Aantal weken | Opmerkingen |
| ------------------------------------------------------------- | --------------------- | --------------------- | --------------- | ------------ | ----------- |
| Enamórame                                                     |                       | 12-2-2005             | tip 6           |              |             |

- Bibliothèque nationale de France: cb14598070j (data)
- International Standard Name Identifier: 0000 0000 7744 2916
- Library of Congress Control Number: n2010012531
- MusicBrainz: 639d9e1c-1490-4e8b-996d-0457aedaa96f
- Système universitaire de documentation: 084288477
- Virtual International Authority File: 107928274
- WorldCat: E39PBJkxGygK778hfF73JC3JDq